# Wilhelm Börner (Philosoph)
Wilhelm Franz Börner (* 26. Juni 1882 in Laa an der Thaya; † 17. Dezember 1951 in Wien) war ein österreichischer Philosoph, Moralpädagoge und Schriftsteller.
Börner war der Sohn des Oberbauingenieurs der Nordbahn Wilhelm Börner und lebte zuletzt in Wien, wo er eine Vielzahl philosophischer Veröffentlichungen vorlegte, wobei ihm besonders viel an Volksbüchereien lag. In Wien gründete er 1928 die Lebensmüdenberatungsstelle. Aufgrund seiner entschiedenen Ablehnung des Nationalsozialismus wurde er 1938 in ein Konzentrationslager eingeliefert. Durch Unterstützung niederländischer Freunde konnte er noch im gleichen Jahr in die USA emigrieren. 1948 kehrte er nach Wien zurück, wo er drei Jahre später starb.

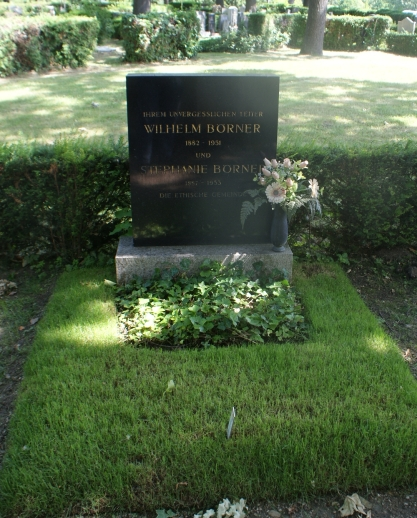
Grabstätte von Wilhelm Börner

Nach ihm ist die Börnergasse in Döbling benannt.
Seine Grabstätte befindet sich in der Feuerhalle Simmering (Abt. 8, Ring 3, Gruppe 7, Nummer 41.) und zählt zu den ehrenhalber gewidmeten bzw. ehrenhalber in Obhut genommenen Grabstellen der Stadt Wien.

## Veröffentlichungen (Auswahl)
- Die „Ethische Gesellschaft“ in Österreich, 1910
- Friedrich Jodl. Eine Studie, 1911
- Weltliche Seelsorge. Grundlegende und kritische Betrachtungen. Kröner, Leipzig 1912.
- Charakterbildung der Kinder. Beck, München 1914.
- Erziehung zur Friedensgesinnung. Ethische Gesellschaft, Wien 1918.
- Politische Zeitfragen in ethischer Beleuchtung. Saturn-Verlag, Wien 1935.
- mit Felix Adler: Die Grundgedanken der ethischen Bewegung, 1936
- Antisemitismus, Rassenfrage, Menschlichkeit, 1936
- Zur ethischen Lebensgestaltung, 1937
- mit Anton Tesarek: Der Kinder-Knigge. Saturn-Verlag, Wien 1938.
- Kritischer Optimismus. Sensen-Verlag, Wien 1971.